# Heterotheca
 Heterotheca  Cass., 1817 è un genere di piante angiosperme dicotiledoni della famiglia delle Asteraceae, sottofamiglia Asteroideae, tribù Astereae (North American lineage) e sottotribù Chrysopsidinae.

## Etimologia
Il nome del genere deriva dal greco "heteros" (= diverso) e "thece" (= contenitore) e fa riferimento agli acheni dimorfici.
Il nome scientifico del genere è stato definito dal botanico Alexandre Henri Gabriel de Cassini (1781-1832) nella pubblicazione " Bulletin des Sciences, par la Société Philomatique" ( Bull. Sci. Soc. Philom. Paris 1817: 137) del 1817.

## Descrizione

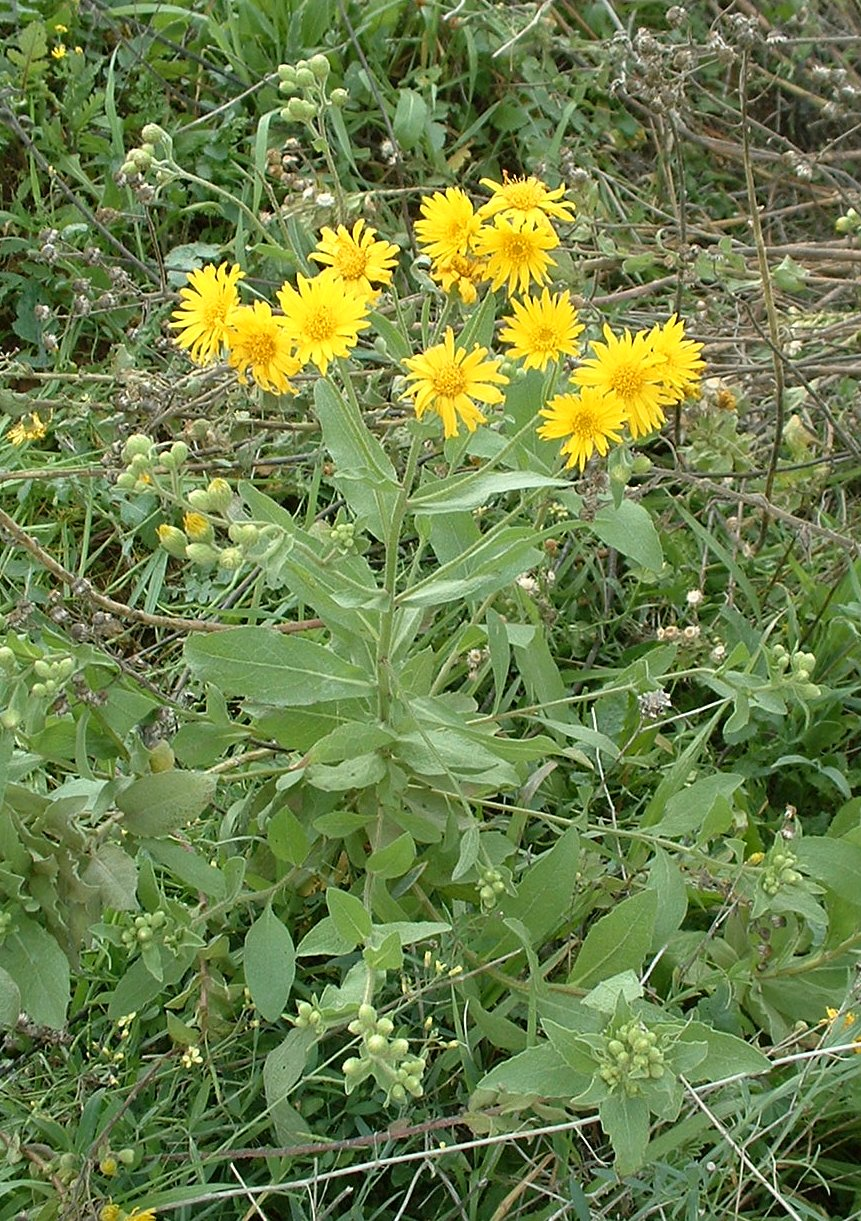
Il portamento
Heterotheca subaxillaris

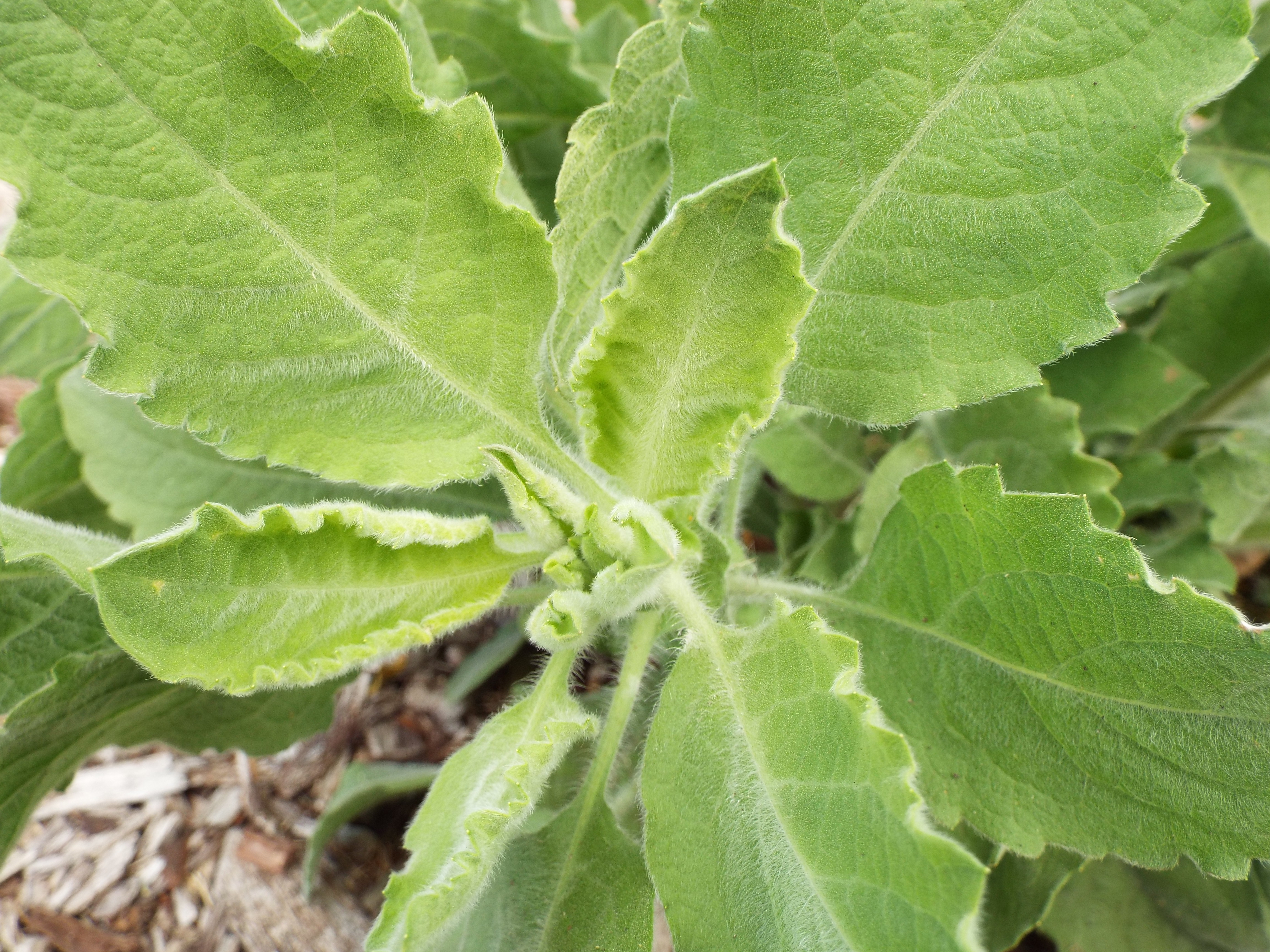
Le foglie
Heterotheca grandiflora

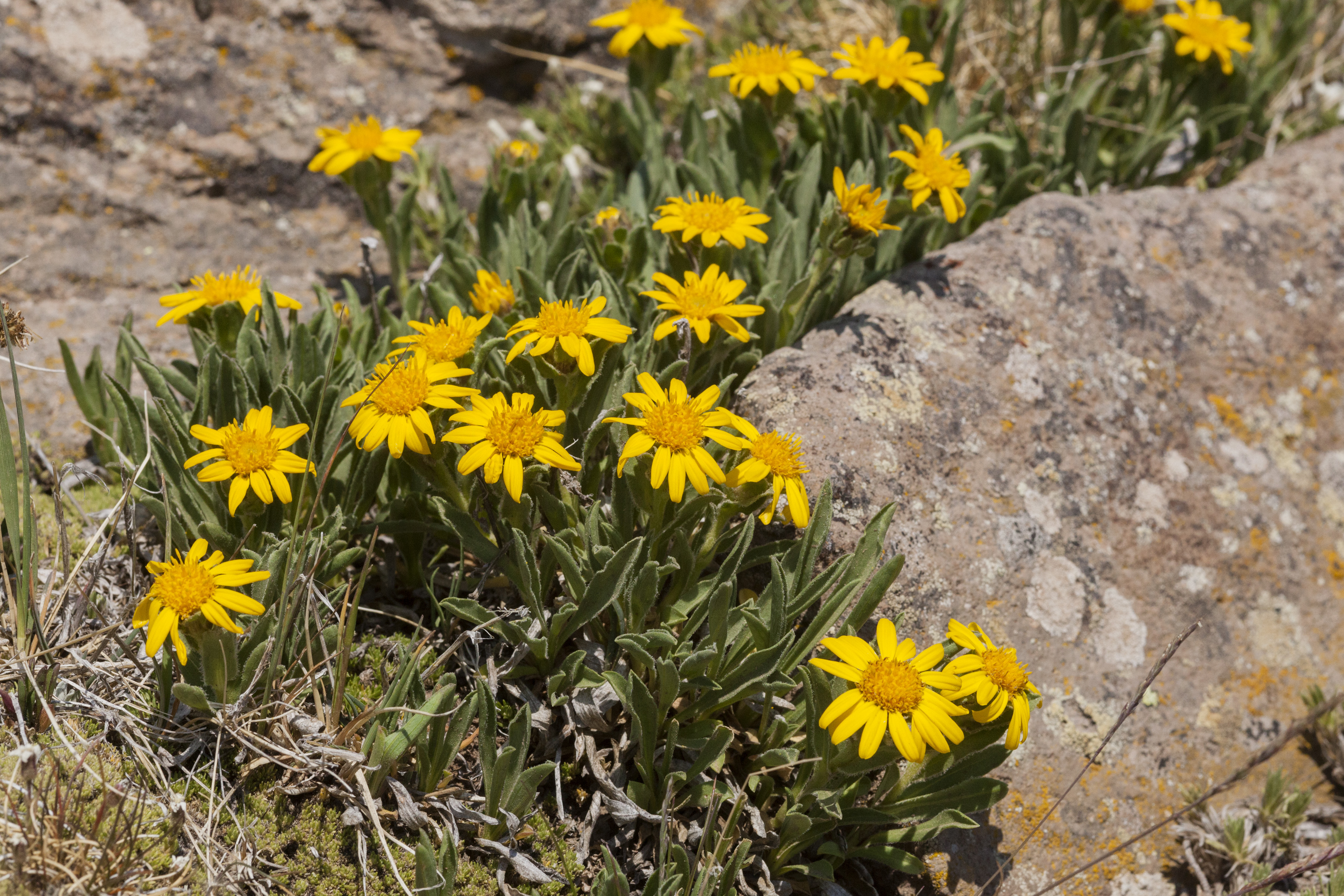
Infiorescenza
Heterotheca pumila

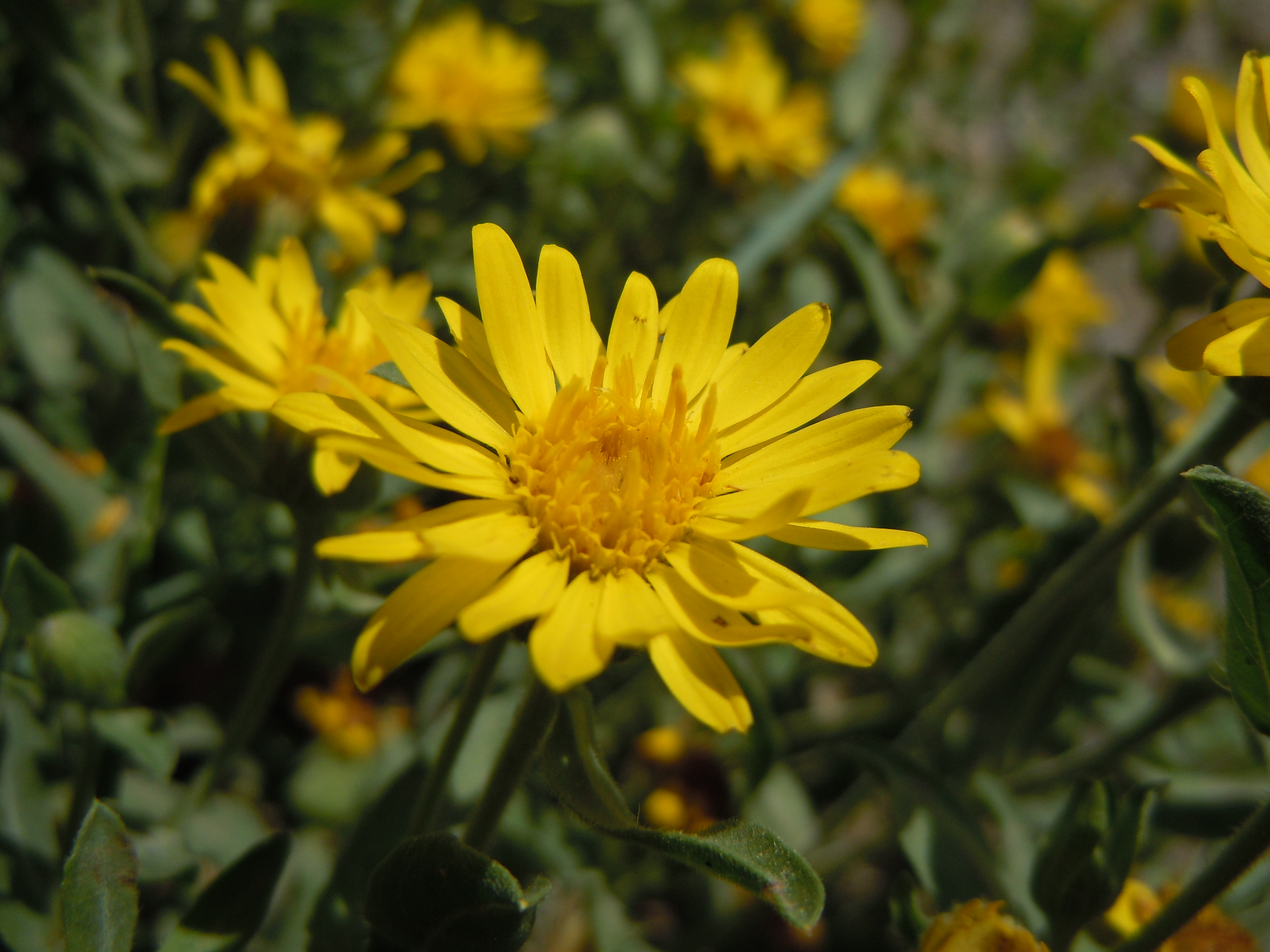
I fiori
Heterotheca villosa (5018528860).jpg

Portamento. Le specie di questo genere sono erbacee non molto alte con radici rizomatose. Alcune specie sono ispido-irsute, mentre altre possono essere aromatiche (canfora) o viscide. I cicli biologici sono annuali o brevemente perenni.
Fusto. La parte aerea è eretta (scaposa) o decombente, semplice o ramosa. Il caudice può essere legnoso. Altezza media: 30 - 60 cm.
Foglie. Le foglie si dividono in basali e caulinari. La disposizione delle foglie lungo il caule è alterna, e sono sessili o picciolate. Le lamine sono intere con forme ovato-oblanceolate; più piccole quelle cauline. I bordi sono interi o eventualmente dentati (seghettati) verso l'apice o anche ondulati. La superficie è ispida-strigosa o stipitato-ghiandolosa.
Infiorescenza.  Le sinflorescenze sono sia scapose (capolini solitari) che composte da pochi capolini raccolti in formazioni corimbose. I capolini, di tipo radiato (raramente discoidi), sono formati da lunghi peduncoli con all'apice un involucro, con forme da campanulate a elicoidali, composto da 26 - 80brattee, al cui interno un ricettacolo fa da base ai fiori di due tipi: fiori del raggio e fiori del disco. Le brattee, con forme da lanceolate a lineari-lanceolate, con lamine da piatte a convesse, fortemente disuguali, con margini scariosi e a consistenza rigida, sono disposte in modo più o meno embricato e scalato su 3 - 5 serie. Il ricettacolo, liscio, in genere è nudo ossia senza pagliette a protezione della base dei fiori; la forma è convessa. Dimensione degli involucri: 3 – 14 × 3,8 – 23 mm.
Fiori.  I fiori sono tetra-ciclici (formati cioè da 4 verticilli: calice – corolla – androceo – gineceo) e pentameri (calice e corolla formati da 5 elementi). Si distinguono in:
- fiori del raggio (esterni): da 4 a 30 per capolino, sono femminili e sono disposti su una sola serie; la forma è ligulata (zigomorfa); possono essere assenti (H. oregona);
- fiori del disco (centrali): sono più numerosi (9 - 110)con forme brevemente tubulose (attinomorfe); sono ermafroditi.

- Formula fiorale:

*/x K {\displaystyle \infty }, [C (5), A (5)], G 2 (infero), achenio
- Calice: i sepali del calice sono ridotti ad una coroncina di squame.

- Corolla: 
  - fiori del raggio: la forma della corolla alla base è più o meno tubulosa-imbutiforme, mentre all'apice è ligulata; la ligula, contorta, è ampia e può terminare con alcuni denti; il colore è giallo o arancio;
  - fiori del disco: la forma è tubulare bruscamente divaricata in 5 lobi; i lobi, patenti o eretti, hanno una forma deltata, lanceolata o triangolare; il colore è giallo.

- Androceo: l'androceo è formato da 5 stami sorretti da filamenti generalmente liberi; gli stami sono connati e formano un manicotto circondante lo stilo; le teche (produttrici del polline) alla base sono troncate e sono lievemente auricolate (molto raramente sono speronate o hanno una coda); le appendici apicali delle antere hanno delle forme piatte e lanceolate; il tessuto endoteciale (rivestimento interno dell'antera) è quasi sempre polarizzato (con due superfici distinte: una verso l'esterno e una verso l'interno). Il polline è sferico con un diametro medio di circa 25 micron;  è tricolporato (con tre aperture sia di tipo a fessura che tipo isodiametrica o poro) ed è echinato (con punte sporgenti).[10][12]

- Gineceo: l'ovario è infero uniloculare formato da 2 carpelli.[6] Lo stilo (il recettore del polline) è profondamente bifido (con due stigmi divergenti) e con le linee stigmatiche marginali separate.[13] I due bracci dello stilo hanno una forma strettamente triangolare e possono essere papillosi o ricoperti da ciuffi di peli.

Frutti. I frutti sono degli acheni con pappo; in alcune specie è presente un certo dimorfismo (gli acheni dei fiori del raggio differiscono dagli acheni dei fiori del disco);
- achenio: gli acheni hanno una forma cilindrica, a volte leggermente compressa o con 3 angoli, con superficie liscia o percorsa da 8 - 14 coste o nervature longitudinali; la superficie è glabra o strigosa o sericea;
- pappo: il pappo è persistente ed è formato da 30 - 45 setole in 3 - 4 serie o anche da una corona di brevi setole/scaglie oppure può mancare.

## Biologia
Impollinazione: l'impollinazione avviene tramite insetti (impollinazione entomogama tramite farfalle diurne e notturne).

Riproduzione: la fecondazione avviene fondamentalmente tramite l'impollinazione dei fiori (vedi sopra).

Dispersione: i semi (gli acheni) cadendo a terra sono successivamente dispersi soprattutto da insetti tipo formiche (disseminazione mirmecoria). In questo tipo di piante avviene anche un altro tipo di dispersione: zoocoria. Infatti gli uncini delle brattee dell'involucro (se presenti) si agganciano ai peli degli animali di passaggio disperdendo così anche su lunghe distanze i semi della pianta. Inoltre per merito del pappo il vento può trasportare i semi anche a distanza di alcuni chilometri (disseminazione anemocora).

## Distribuzione e habitat
Le specie di questo genere sono distribuite in America del Nord e America Centrale.

## Sistematica
La famiglia di appartenenza di questa voce (Asteraceae o Compositae, nomen conservandum) probabilmente originaria del Sud America, è la più numerosa del mondo vegetale, comprende oltre 23.000 specie distribuite su 1.535 generi, oppure 22.750 specie e 1.530 generi secondo altre fonti (una delle checklist più aggiornata elenca fino a 1.679 generi). La famiglia attualmente (2021) è divisa in 16 sottofamiglie; la sottofamiglia Asteroideae è una di queste e rappresenta l'evoluzione più recente di tutta la famiglia.

### Filogenesi
La tribù Astereae (una delle 21 tribù della sottofamiglia Asteroideae) comprende circa 40 sottotribù. In base alle ultime ricerche nella tribù sono stati individuati (provvisoriamente) 5 principali lignaggi:
- Basal grade: include alcuni generi isolati, il gruppo "South American-Oceania",  alcune sottotribù africane e il gruppo dei generi legnosi del Madagascar.
- Bellis lineage: comprende le sottotribù eurasiatiche e una sottotribù africana.
- Aster lineage: include i generi asiatici di Asterinae e i principali gruppi dell'Australia e dell'Oceania.
- Baccharis lineage: include alcuni gruppi sudamericani.
- North American lineage: include la vasta gamma di sottotribù del Nordamerica, Messico e alcuni gruppi distribuiti nel Sudamerica.

Il genere  Heterotheca (insieme alla sottotribù Chrysopsidinae) è incluso nel lignaggio "North American lineage". Questo grande genere è diviso in tre sezioni in base alla presenza o assenza dei fiori del raggio, al dimorfismo degli acheni e, in misura minore, ai tratti fogliari:
- sect. Heterotheca: gli acheni dei fiori del raggio hanno tre angoli e sono privi del pappo e sono glabri, quelli dei fiori del disco sono compressi;
- sect. Phyllotheca (Nutt.) Harms: tutti gli acheni sono cilindrici leggermente compressi senza pappo e con superficie setolosa;
- sect. Ammodia (Nutt.) Harms: il pappo non ha nessuna serie esterna.

I caratteri distintivi del genere sono:
- le foglie hanno delle forme da obovate a oblanceolate, sono poco venate e prive di sclerenchima superficiale;
- la pubescenza è formata da grossolani e rigidi peli;
- il numero cromosomico è 2n = 18.

Il numero cromosomico delle specie di questo genere è: 2n = 18.

### Elenco delle specie
Questo genere ha 69 specie:
A - B - C . D - E
- Heterotheca angustifolia  Rydb.
- Heterotheca arenaria  Elmer
- Heterotheca arizonica  Semple
- Heterotheca ballardii  Rydb.
- Heterotheca bolanderi  A.Gray
- Heterotheca brandegeei  B.L.Rob. & Greenm.
- Heterotheca camphorata  Eastw.
- Heterotheca camporum  Greene
- Heterotheca canescens  DC.
- Heterotheca chihuahuana  B.L.Turner & S.D.Sundb.
- Heterotheca cinerascens  S.F.Blake
- Heterotheca cryptocephala  Wooton & Standl.
- Heterotheca depressa  Rydb.
- Heterotheca excelsior G.L.Nesom

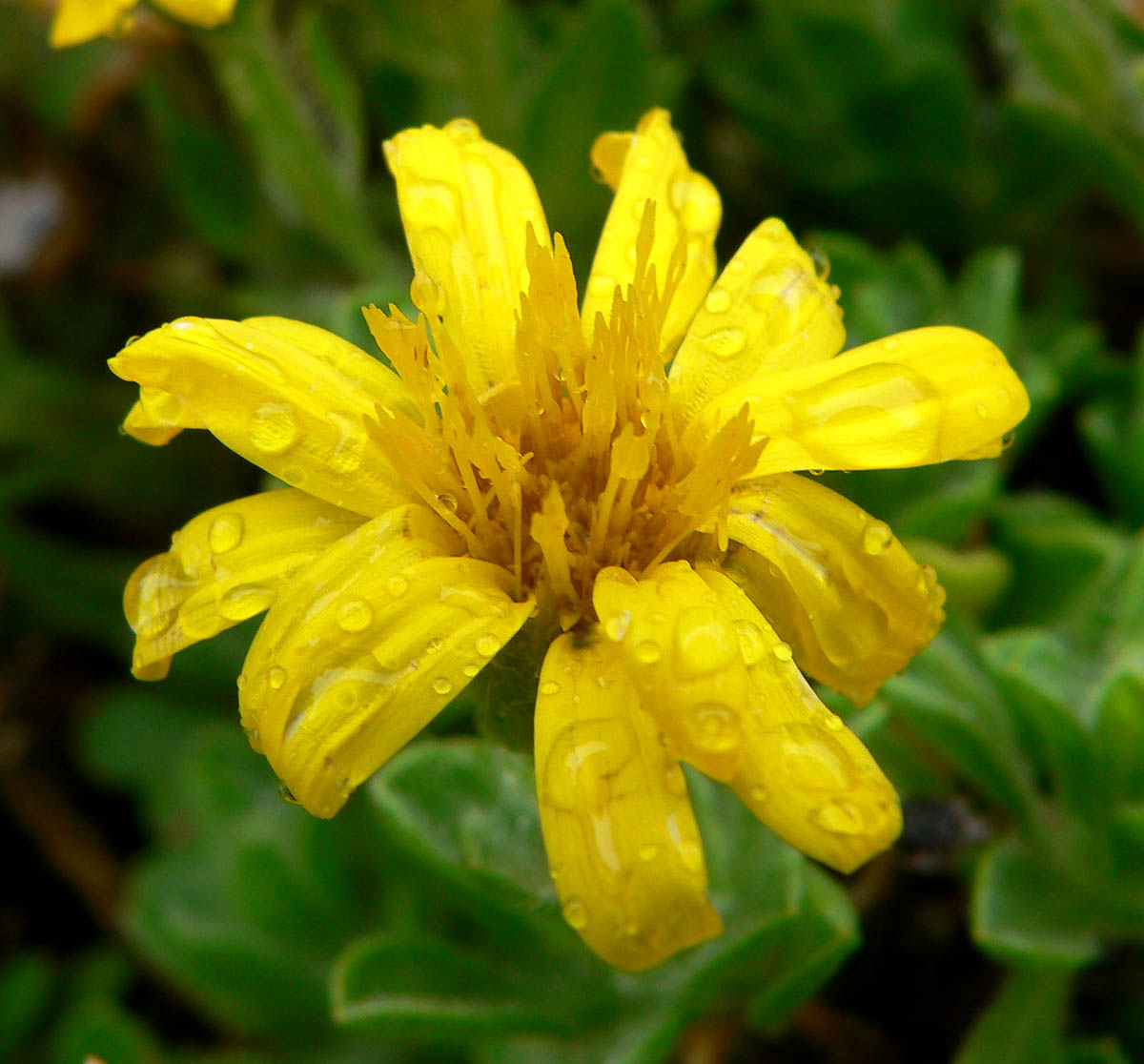
Heterotheca bolanderi
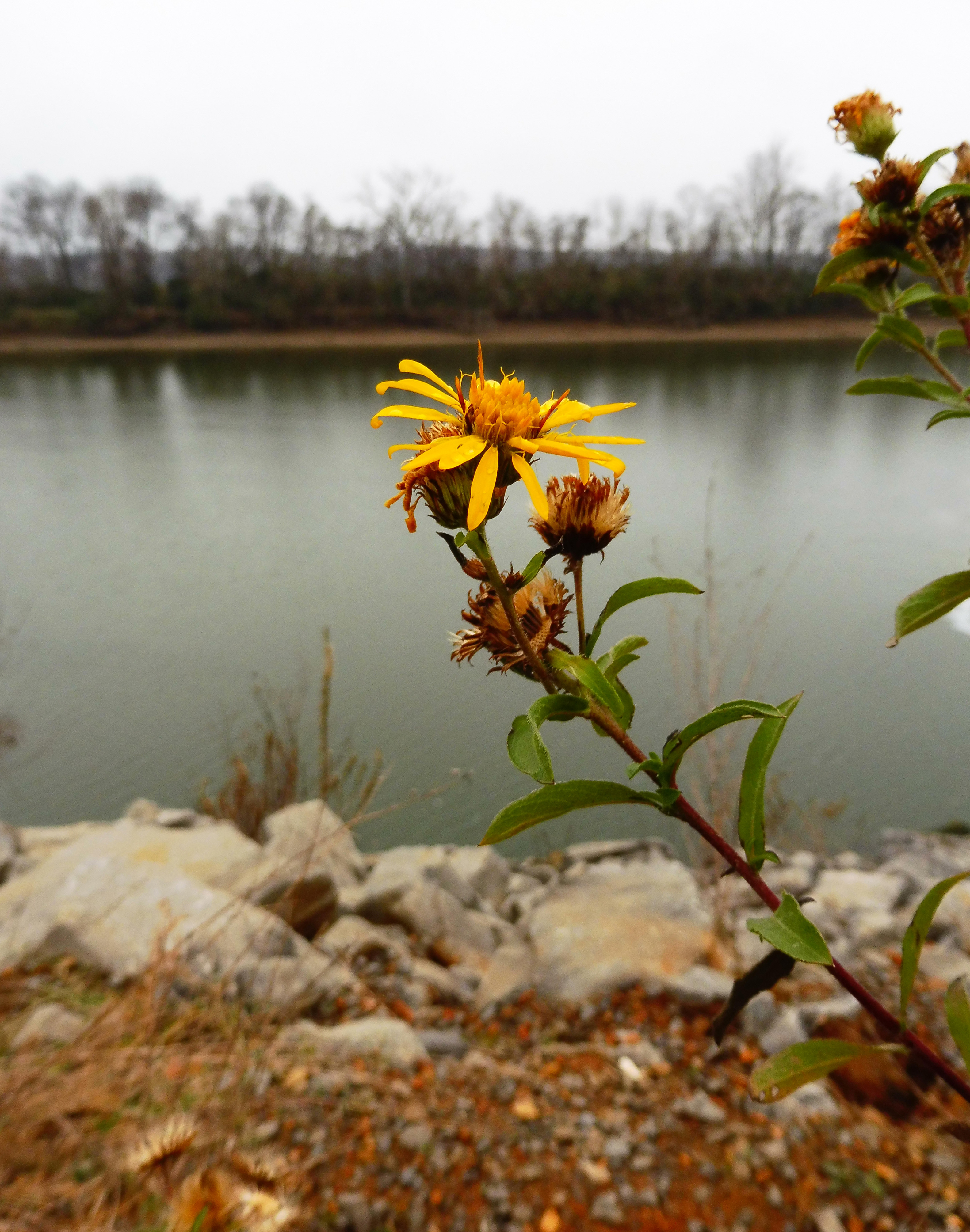
Heterotheca camporum
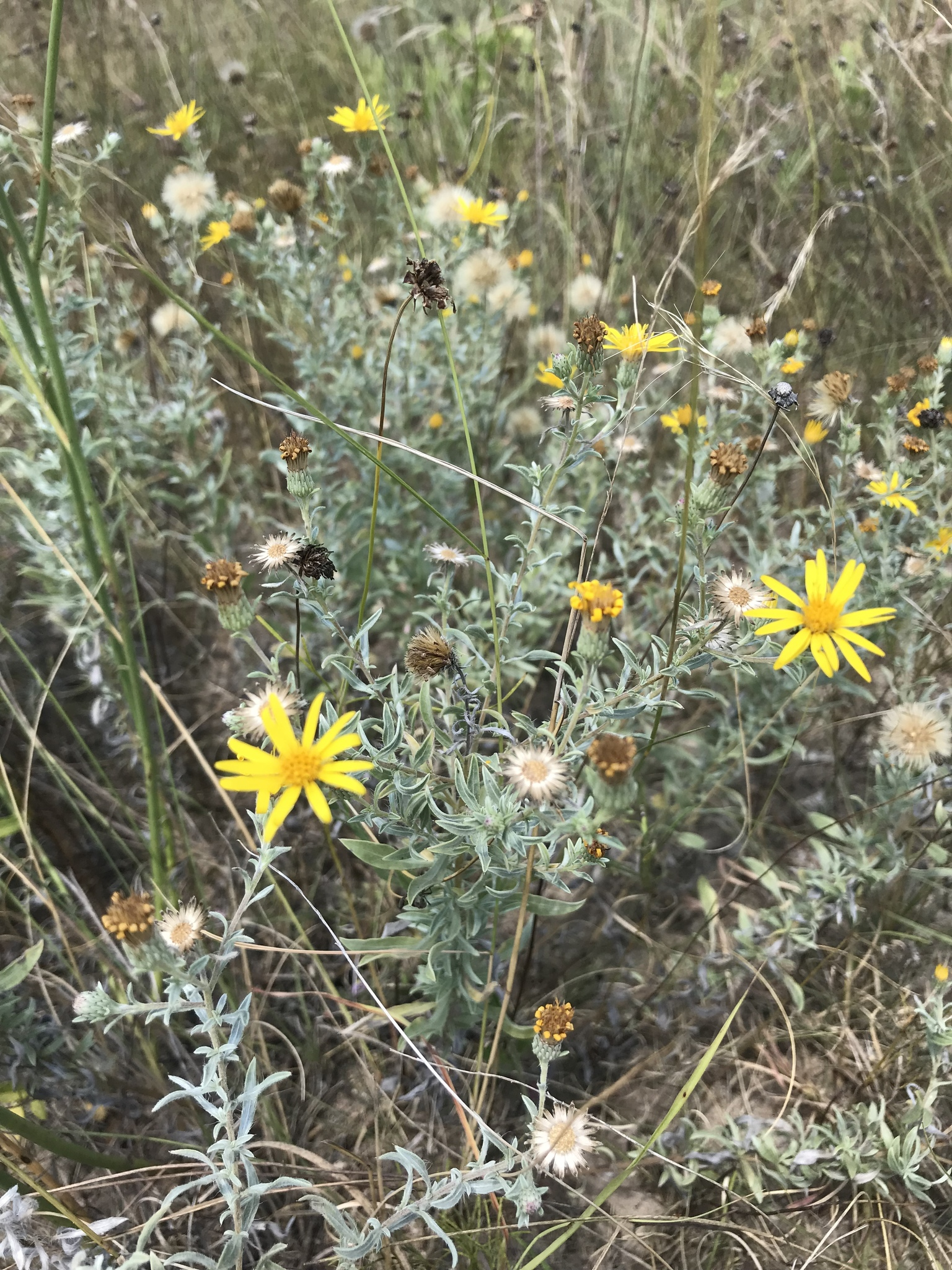
Heterotheca canescens

F - G - H - I - J
- Heterotheca fastigiata  Greene
- Heterotheca fulciens G.L.Nesom
- Heterotheca fulcrata  Greene
- Heterotheca grandiflora  Nutt.
- Heterotheca gypsophila  B.L.Turner
- Heterotheca harmsiana  Semple
- Heterotheca hartmanii G.L.Nesom
- Heterotheca hirsuta  Greene
- Heterotheca hirsutissima  Greene
- Heterotheca hispida  Hook.
- Heterotheca incensa G.L.Nesom
- Heterotheca inflata G.L.Nesom
- Heterotheca inuloides  Cass.
- Heterotheca jonesii  S.F.Blake
- Heterotheca joshuana G.L.Nesom

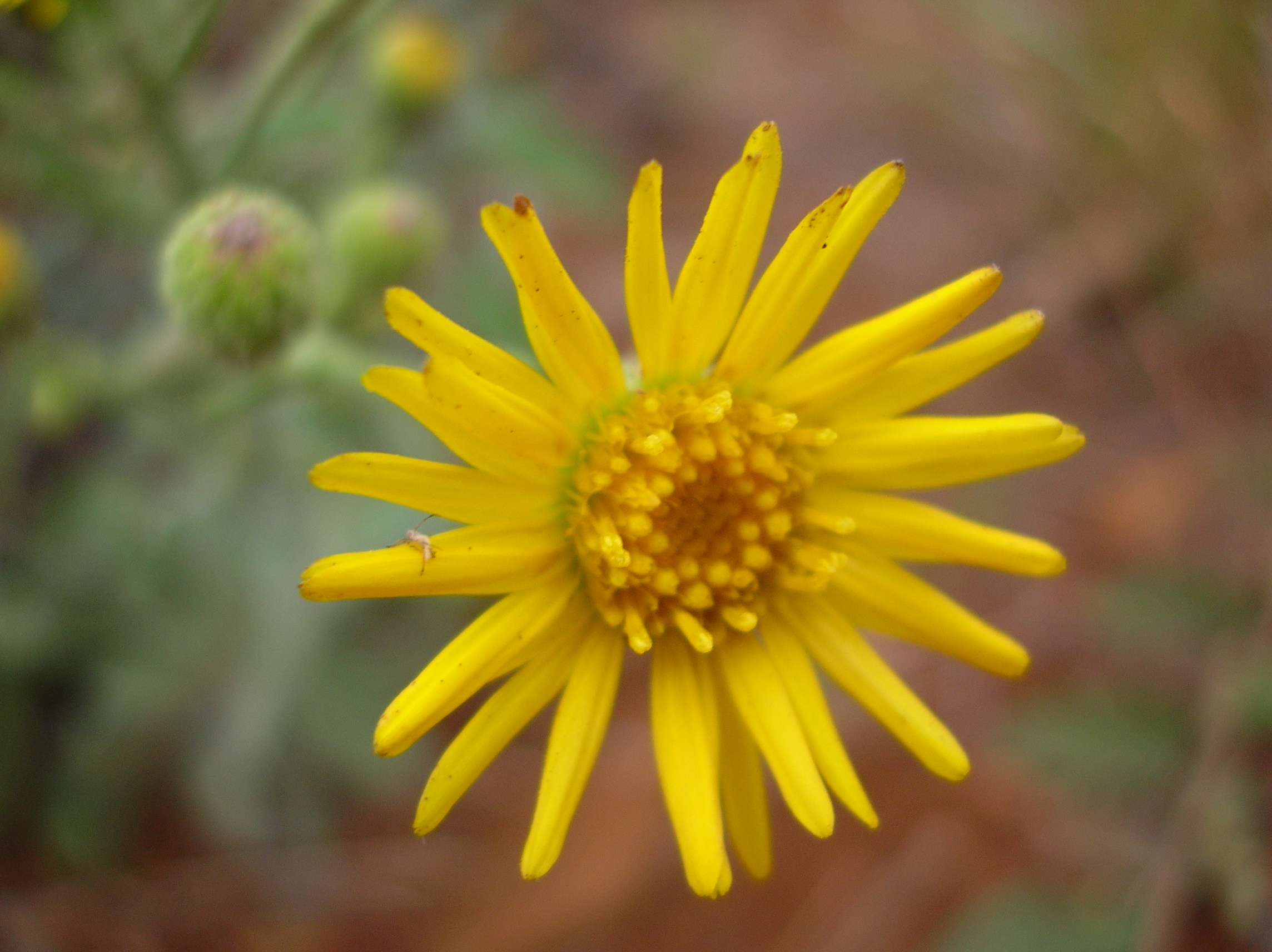
Heterotheca grandiflora
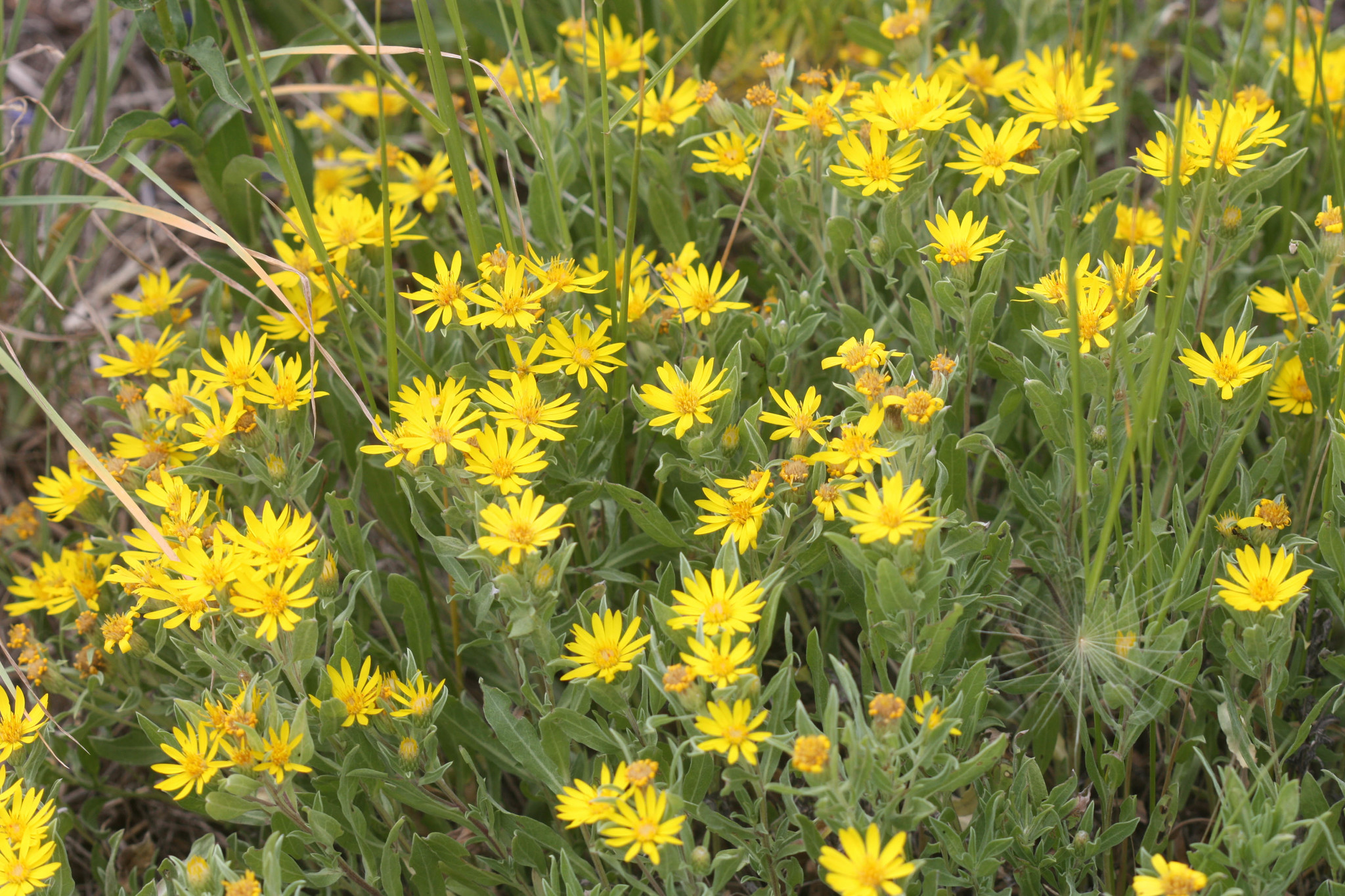
Heterotheca hartmanii
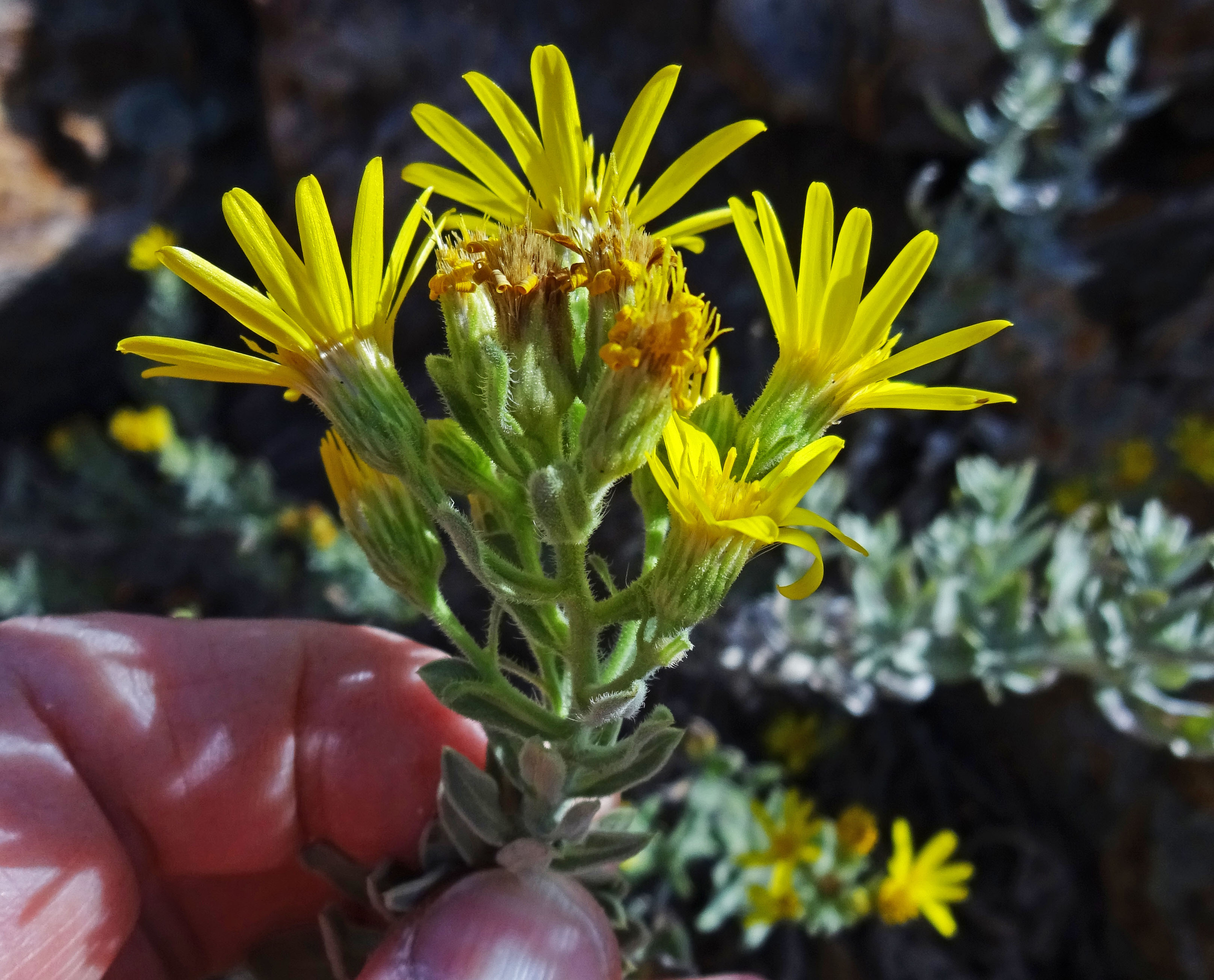
Heterotheca hirsutissima
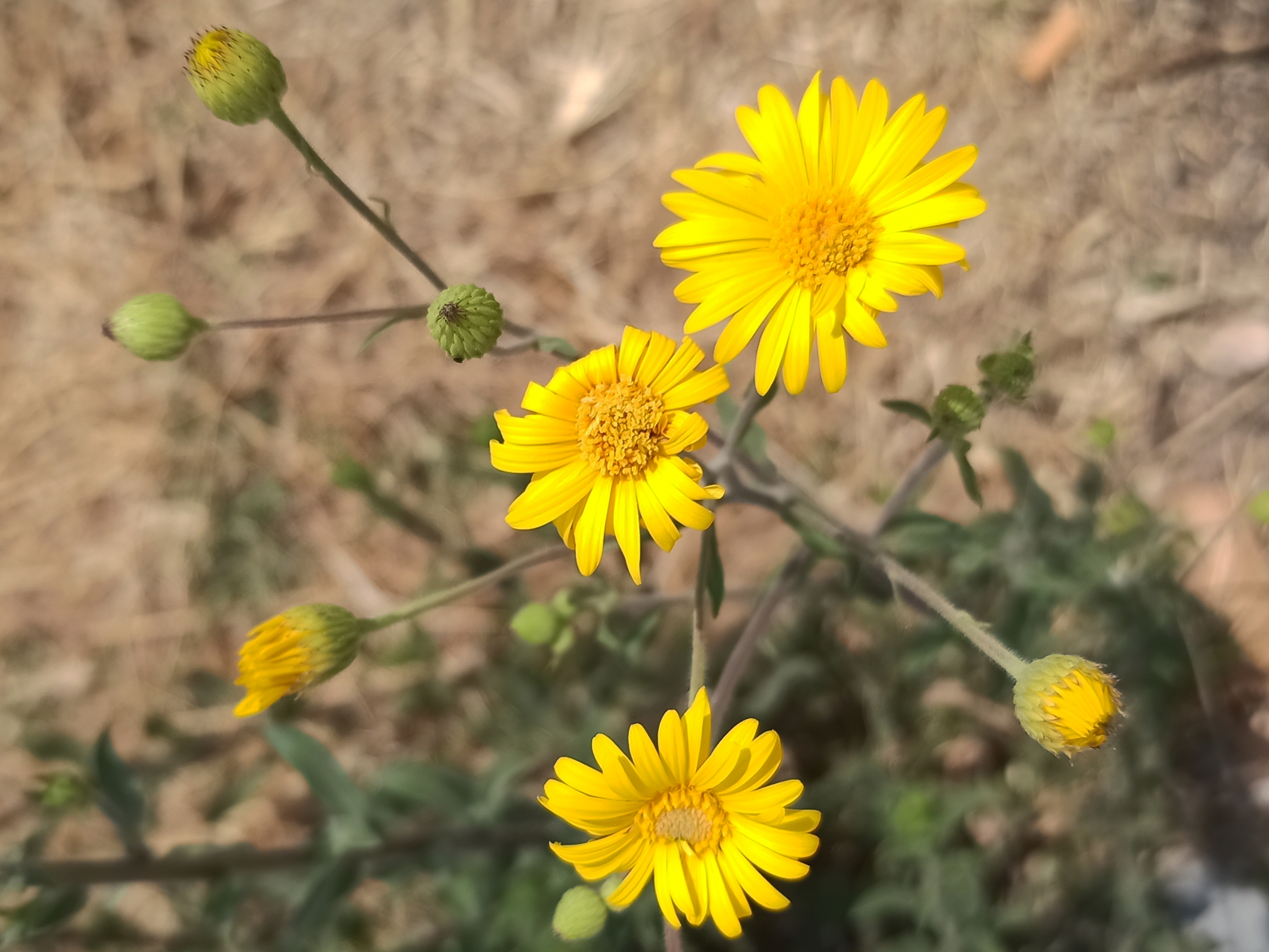
Heterotheca inuloides
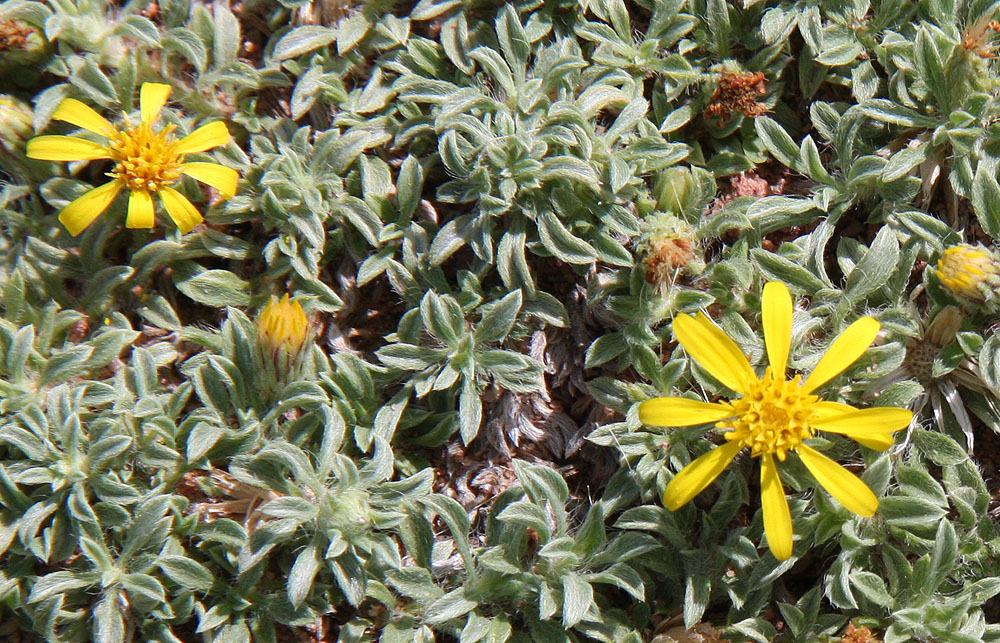
Heterotheca jonesii

K - M - N - O - P
- Heterotheca komarekiae G.L.Nesom
- Heterotheca loboensis G.L.Nesom
- Heterotheca marcbakeri G.L.Nesom
- Heterotheca marginata  Semple
- Heterotheca mayoensis G.L.Nesom
- Heterotheca mexicana  V.L.Harms ex B.L.Turner
- Heterotheca monarchensis  D.A.York, Shevock & Semple
- Heterotheca mucronata  V.L.Harms ex B.L.Turner
- Heterotheca nitidula (Wooton & Standl.) G.L.Nesom
- Heterotheca oregona  (Nutt.) Shinners
- Heterotheca orovillosa  G.L.Nesom
- Heterotheca paniculata  G.L.Nesom
- Heterotheca pedunculata (Greene) G.L.Nesom
- Heterotheca polothrix  G.L.Nesom
- Heterotheca postpetrinis  G.L.Nesom
- Heterotheca pumila  (Greene) Semple

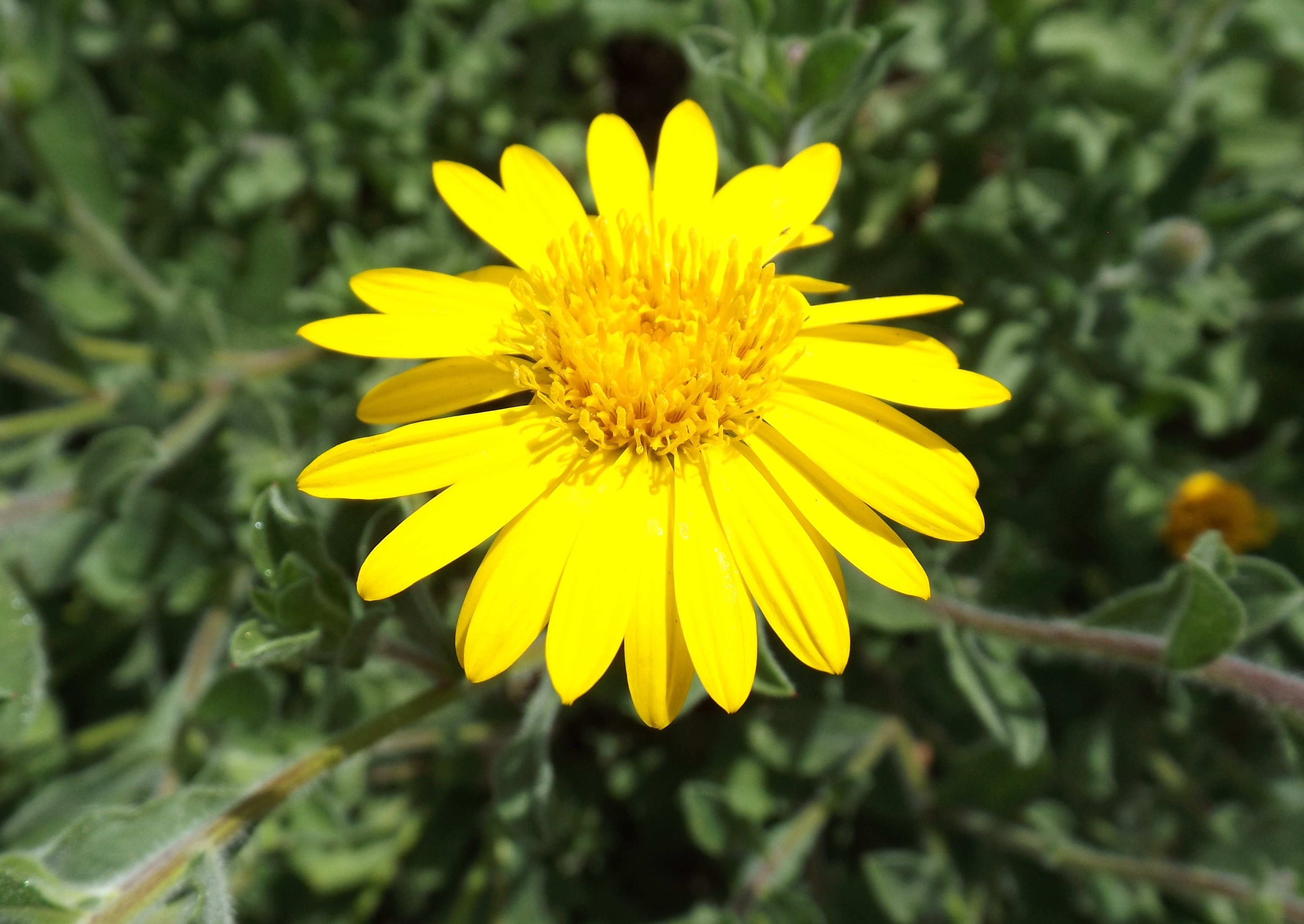
Heterotheca mucronata
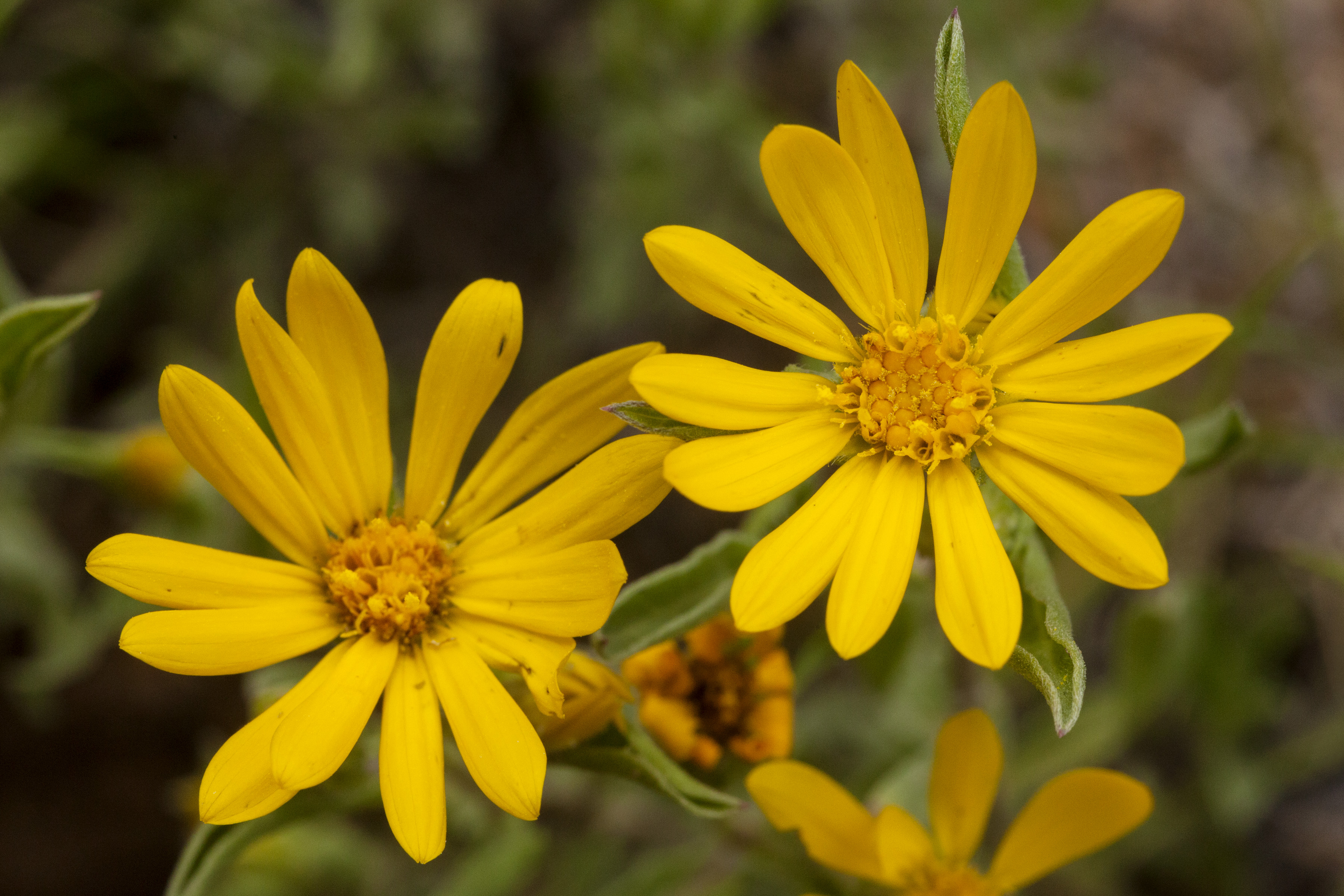
Heterotheca nitidula
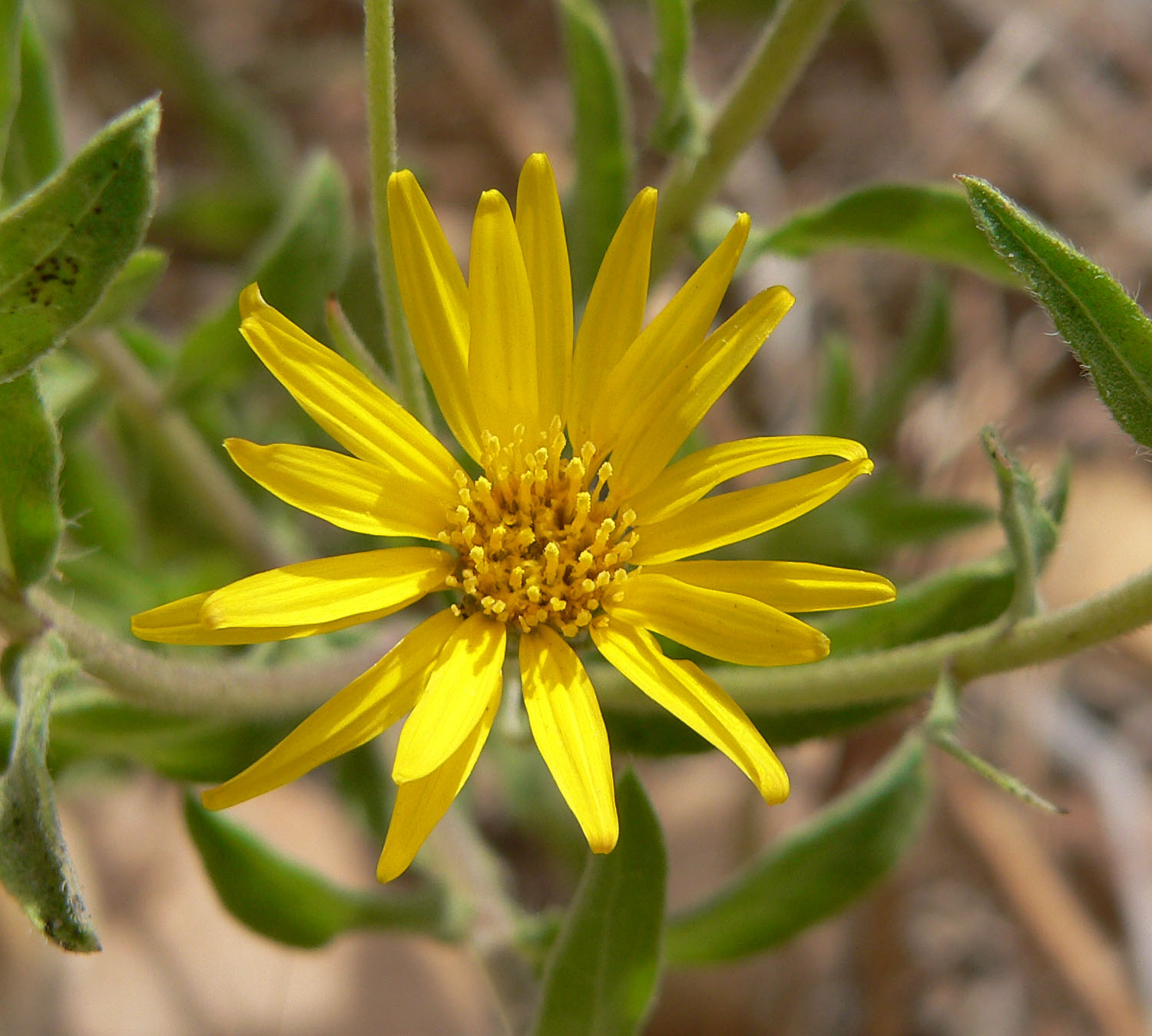
Heterotheca polothrix
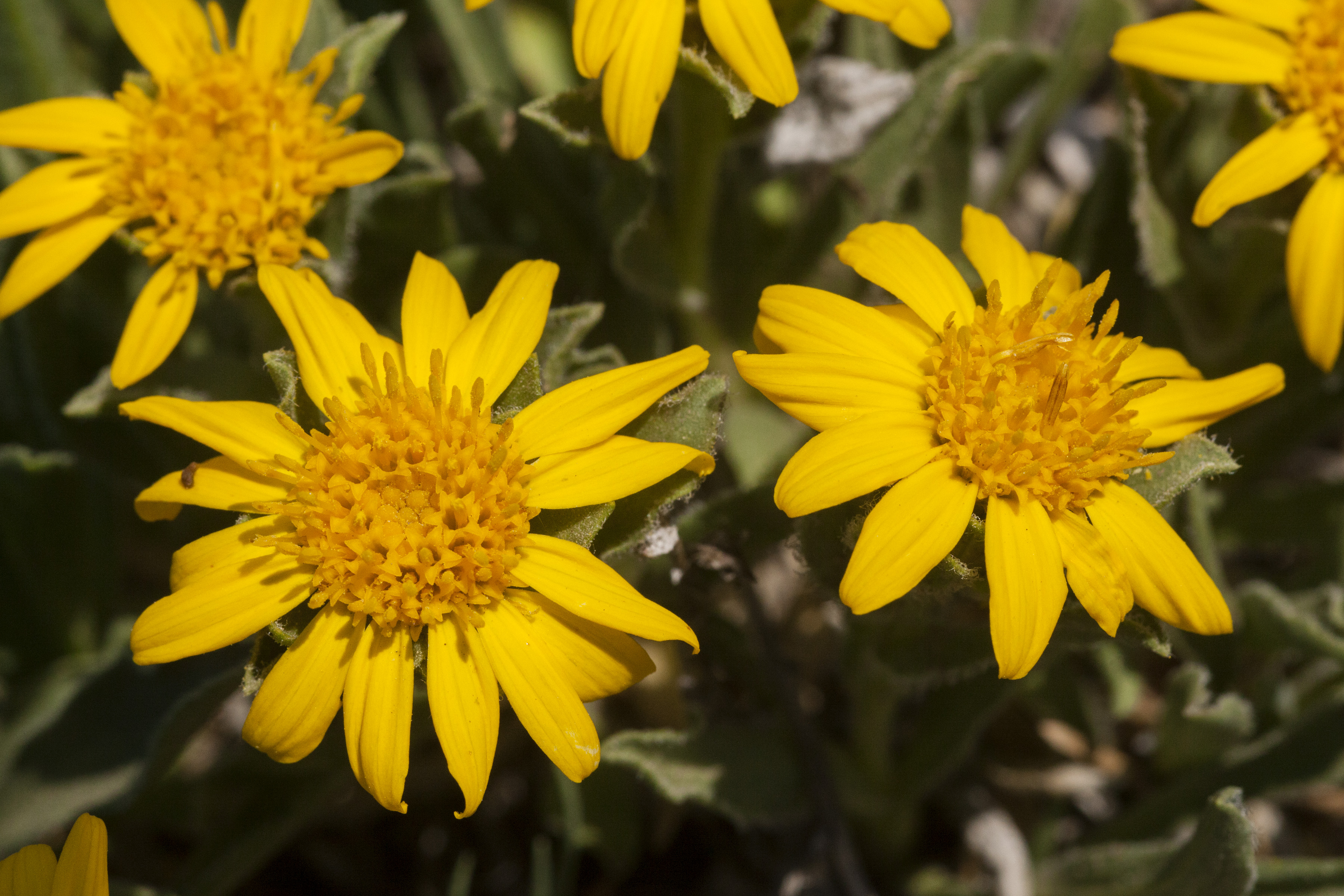
Heterotheca pumila

R - S
- Heterotheca resinolens (A.Nelson) G.L.Nesom
- Heterotheca rosei  (B.Wagenkn.) G.L.Nesom
- Heterotheca rudis  (Greene) G.L.Nesom
- Heterotheca rutteri (Rothr.) Shinners
- Heterotheca sanctarum  G.L.Nesom
- Heterotheca sandersii  G.L.Nesom
- Heterotheca scaberrima  (A.Gray) G.L.Nesom
- Heterotheca scabrifolia  (A.Nelson) G.L.Nesom
- Heterotheca scelionis  G.L.Nesom
- Heterotheca schneideri  G.L.Nesom
- Heterotheca sessiliflora  (Nutt.) Shinners
- Heterotheca shevockii  (Semple) Semple
- Heterotheca sierrablancensis  (Semple) G.L.Nesom
- Heterotheca stenophylla  (A.Gray) Shinners
- Heterotheca subaxillaris (Lam.) Britton & Rusby

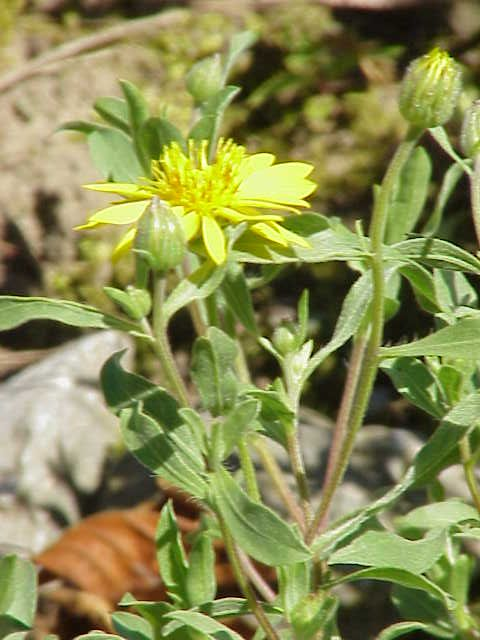
Heterotheca rutteri
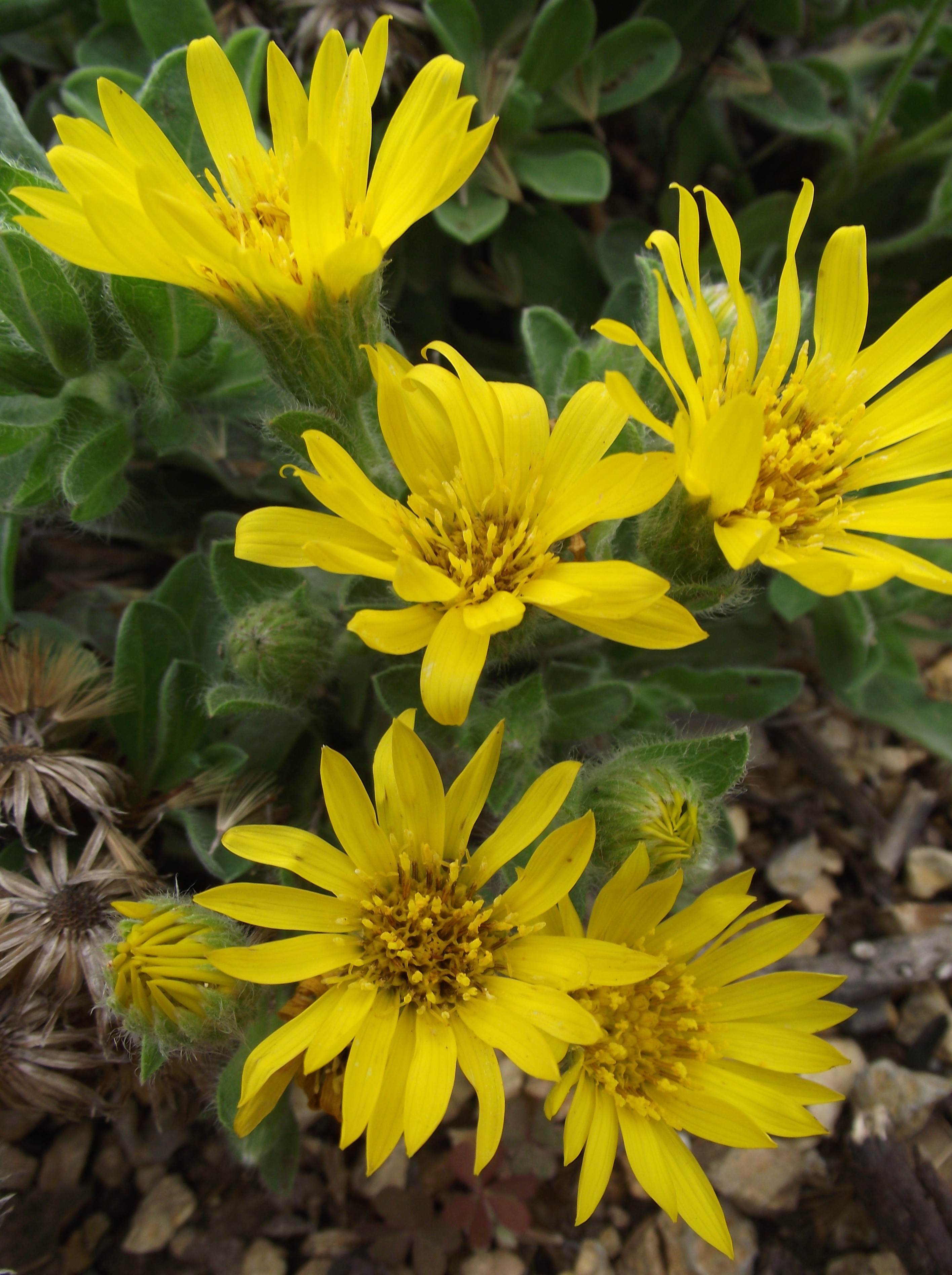
Heterotheca sessiliflora
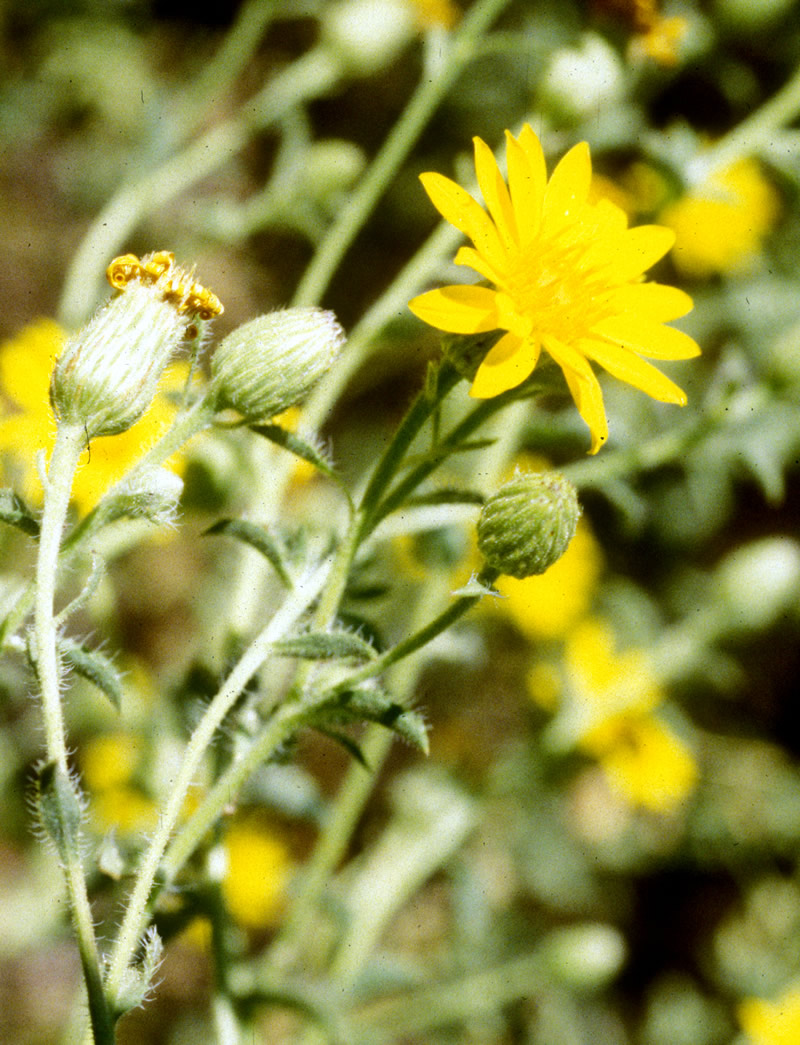
Heterotheca shevockii
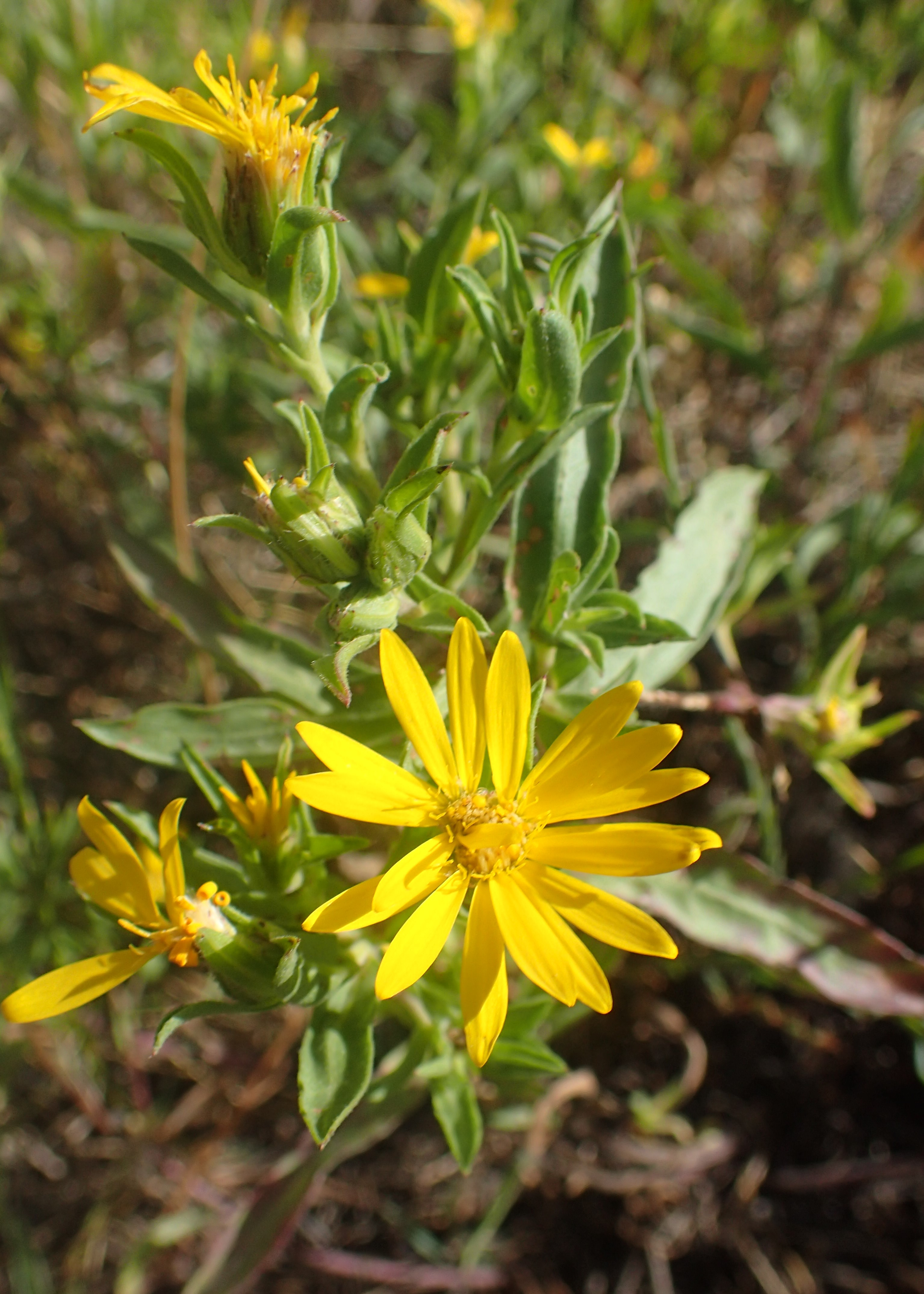
Heterotheca stenophylla
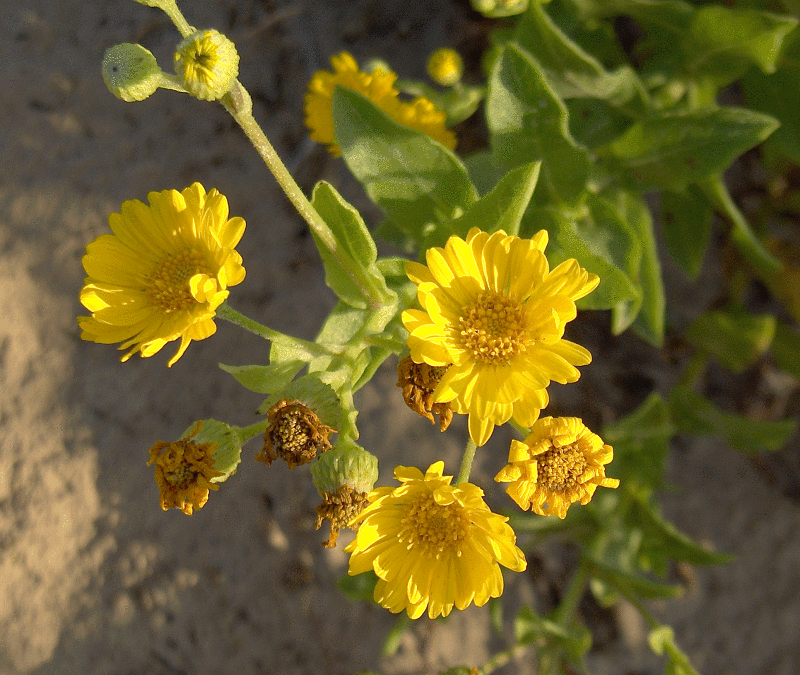
Heterotheca subaxillaris

T - U - V - W - Z
- Heterotheca thiniicola  (Rzed. & E.Ezcurra) B.L.Turner
- Heterotheca utahensis  G.L.Nesom
- Heterotheca vespertina  G.L.Nesom
- Heterotheca villosa  (Pursh) Shinners
- Heterotheca villosissima (DC.) G.L.Nesom
- Heterotheca viridis  (G.L.Nesom) G.L.Nesom
- Heterotheca viscida  (A.Gray) V.L.Harms
- Heterotheca wisconsinensis  (Shinners) Shinners
- Heterotheca zionensis  Semple

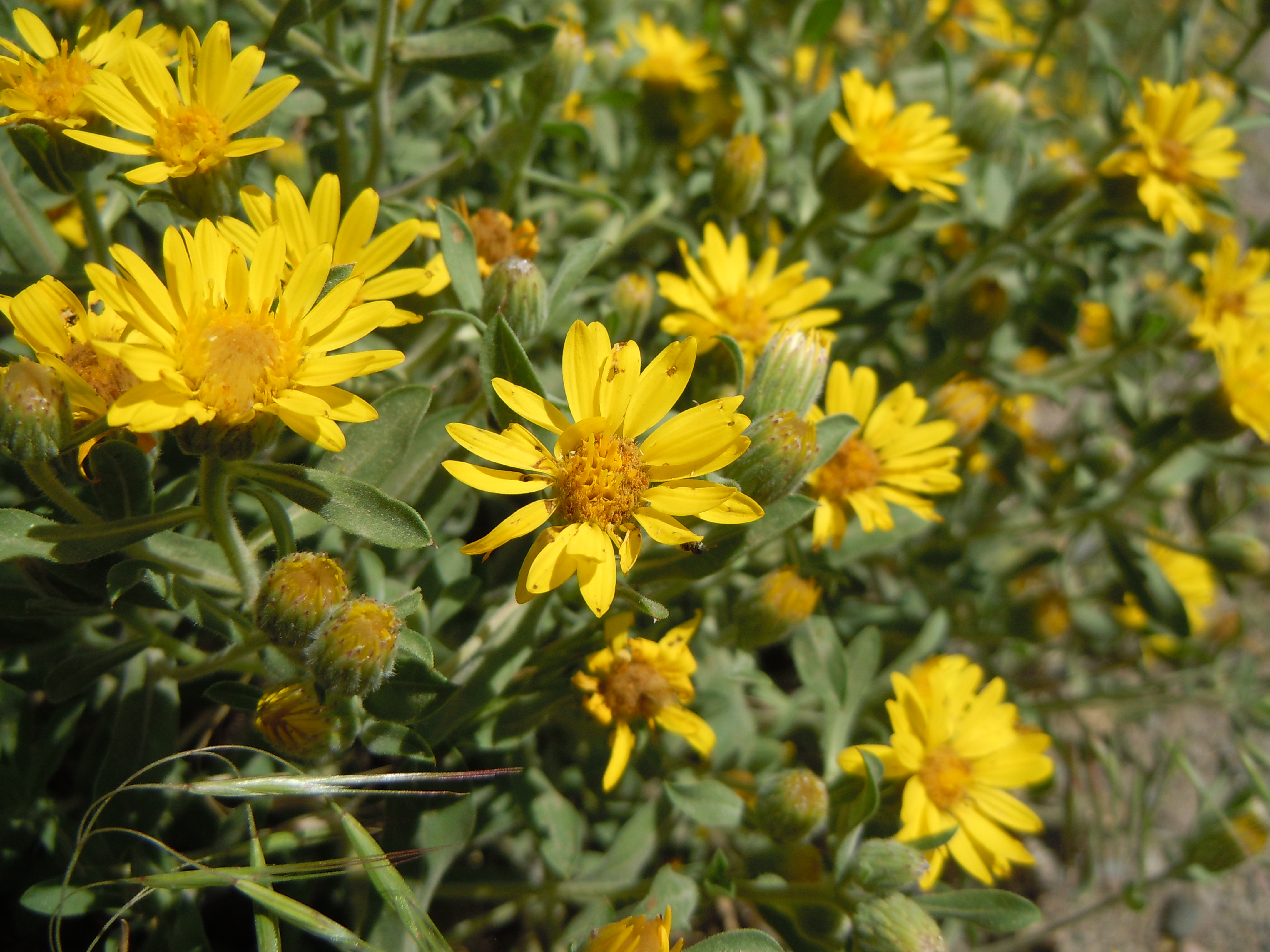
Heterotheca villosa

### Sinonimi
Sono elencati alcuni sinonimi per questa entità:
- Stelmanis Raf.
- Ammodia  Nutt.
- Calycium  Elliott
- Diplocoma  D.Don